# めぐろ・みんなの歌
「めぐろ・みんなの歌」（めぐろ みんなのうた）は、東京都目黒区が制定した区歌である。作詞・杉崎悦子、補作・西沢爽、作曲・藤山一郎。
本項では、区歌と同日に制定された「新目黒音頭」（しんめぐろおんど）についても解説する。

## 解説
「区民としての心のふれあいや区民相互の連帯意識を深める」ことを制定意義として、一般公募された歌詞を西沢爽が補作した後に藤山一郎が作曲を手掛け、23特別区の区歌としては後発に属する1980年（昭和55年）9月20日に区民音頭「新目黒音頭」と併せて制定された。日本コロムビアが区からの委託により藤山と織井茂子のデュエットによる歌唱を吹き込んだシングル盤を製造しているが、区の公式サイト上にある「目黒区のシンボル」では紹介されていない。
制定から4年後の1984年（昭和59年）10月1日、藤山は区歌の作曲と創唱を行った功労により目黒区の名誉区民として表彰された。区では成人式で歌唱の機会を設けているのを始め、毎日17時に防災行政無線での演奏を行っている。

### 新目黒音頭
「新目黒音頭」は「めぐろ・みんなの歌」と同日に区の告示で制定された区民音頭である。作詞・西沢爽、作曲・和田香苗。
「めぐろ・みんなの歌」と同じ日本コロムビア製造の委託盤で、A面の2曲目に大川栄策の歌唱が吹き込まれているが、表題に「新」が冠されているのは戦前にポリドール・レコードが東海林太郎の歌唱によりSPレコードを発売した「目黒音頭」との区別が目的とみられる。